# Salentin von Cohausen
Salentin Heinrich Ignaz Florin von Cohausen (geboren 25. November 1782 in Koblenz; gestorben 1. Oktober 1864 in Weinheim) war ein preußischer Landrat des Kreises Saarburg von 1818 bis 1847.

## Leben

### Herkunft und Ausbildung
Salentin von Cohausen entstammte einem bürgerlichen Beamtengeschlecht, das am 8. Juni 1782 (nach anderer Quelle: 8. Juni 1792) in den Ritterstand erhoben wurde. Sein Vater war der kurtrierische Geheime Rat und Hofgerichtsdirektor Carl Caspar Hubert von Cohausen (1741–1806), seine Mutter Augustine Elisabeth von Cohausen, geborene von Umscheiden von Ehrencron (1745–1784). Nach seinem Studium der Rechtswissenschaften in Erlangen und Heidelberg (1803/1804) trat er in kaiserlich französische Dienste, zunächst von 1806 bis 1807 als Chevalier d’ambassade in Madrid und später als directeur des estafettes (Direktor der Kaiserlich-Französischen Post) in Rom. An letztere Stelle gelangte er auf Vermittlung der mit ihm verwandten Familie Beauharnais,  seine ältere Schwester Christine Louise (1775–1822) war mit François, marquis de Beauharnais vermählt, einem Schwager von Joséphine de Beauharnais, die in zweiter Ehe Napoleon Bonaparte geehelicht hatte. Während der Zeit in Rom wurde dort 1812 auch der Sohn Karl August von Cohausen geboren. 
Aus französischen Diensten wechselte Cohausen nach dem Übergang der Rheinlande an das Königreich Preußen infolge des Wiener Kongresses zu Preußen. Romeyk gibt an, dass Salentin von Cohausen im April 1816 die kommissarische Leitung der Kreise Zell (für neun Monate) und Kreuznach antrat. Zugleich listet Romeyk in den Viten der dortigen Amtsträger unter Damian Bitter in Kreuznach dessen Ernennung zum landrätlichen Kommissar ebenfalls für den April 1816 auf, sowie im weiteren Bitters definitive Ernennung als Landrat in Kreuznach mit Allerhöchster Kabinettsorder (AKO) vom 16. Januar 1817. Hinsichtlich der Besetzung der Stelle des Landrats in Zell gibt Romeyk nach Auswertung einschlägiger Archivalien an, dass Friedrich Alexander Moritz am 27. August 1816 als landrätlicher Kommissar dort vereidigt und am 16. Januar 1817 mit AKO als Landrat definitiv eingesetzt wurde. 1817 fand Cohausen demnach als Hilfsarbeiter bei der königlichen Regierung in Koblenz Verwendung. Der Kreiskommissar war der leitende Beamte eines Kreises bis zu der Ernennung eines Landrats.

### Werdegang
Mit AKO vom 3. Juli 1818 wurde Salentin von Cohausen  mit der Verwaltung des Landratsamtes Cochem beauftragt, ehe er wenige Monate darauf mit neuerlicher AKO vom 19. Oktober desselben Jahres nach Saarburg versetzt wurde, um dort das, seit dem frühen Tod von Jakob Staadt (27. Juni 1818), durch Damian Goertz auftragsweise versehene Landratsamt zu übernehmen. In Cochem wurde statt seiner der bisherige landrätliche Kommissar, Peter Franz Oster, mit AKO vom selben Tag als Landrat eingesetzt.
Auf eigenes Ersuchen wurde Salentin von Cohausen mit Dimissoriale vom 28. Dezember 1846 als Landrat des Kreis Saarburg zum 31. März 1847 nach nahezu drei Jahrzehnten in den Ruhestand versetzt. Von höchster Stelle wurde er mit dem Roten Adler-Orden 4. Klasse und 1861 mit dem Orden 3. Klasse ausgezeichnet.
Cohausen war während seiner Saarburger Dienstzeit zwar stets um das Wohl des Kreises bemüht, doch mangelte es ihm an einer fundierten Kenntnis der einschlägigen Rechtslage und dem Bestreben, diese zum Leitbild seiner Arbeit zu machen. Vielmehr handelte er oft übereilt und leidenschaftlich. für die vorgesetzte Regierung in Trier entstand so eine Schwächung der landrätlichen Autorität gegenüber den Bürgermeistereien. Diese befolgten nicht die Anordnungen des Landrats, sondern beschwerten sich über diese gegenüber der Regierung.

## Familie
Der Katholik Salentin von Cohausen heiratete am 10. Juli 1811 in Heidelberg Amalie Anna von Leoprechting (geboren 27. Juni 1793 in Heidelberg; gestorben 1879), eine Tochter des Kammerpräsidenten und Geheimrats Joseph Freiherr von Leoprechting und dessen Ehefrau Catharina Antonie Freifrau von Leoprechting, geborene von Oberndorff.

## Weblink
- Salentin von Cohausen in der Rheinland-Pfälzischen Personendatenbank